# Tahitótfalu
Tahitótfalu község Pest vármegyében, a Szentendrei járásban, a budapesti agglomerációban.

## Fekvése
A vármegye északi részén a Dunakanyarban, Budapesttől 28 kilométerre, Esztergomtól 25 kilométerre, Szentendrétől északra található, a 11-es főút mentén. A Szentendrei-Duna választja két részre, a szentendrei-szigeti Tótfalura és a Visegrádi-hegység lábánál húzódó Tahira, a kettőt a Szentendrei-szigetre vezető egyetlen közúti híd, a Tildy híd kapcsolja össze.
Tótfalun észak-déli irányban az 1113-as út, kelet-nyugati irányban pedig a 11-estől a váci révig húzódó 1114-es út halad keresztül. Az 1113-as a településen egy szakaszon (körülbelül 600 méter hosszban) egyirányú, ezért ott egy másik, ellenkező irányban egyirányú útszakasz is országos közútnak minősül,  11 611-es útszámozással.

## Története
A környező településeken előkerült gazdag leletek tanúsága szerint a terület már az őskor óta lakott volt. A rómaiak korában a birodalom határaként a térség nagy jelentőséggel bírt katonai-védelmi szempontból. A Duna vonalára eső limes mentén mindenütt fényjelzési távolságban, így a mai Tahitótfalu területén is – római őrtornyok állottak, a mai Pokol-csárda helyén római hídfőállás maradványai is előkerültek. Stratégiai jelentőségét mutatja a területén létesített 2 római őrtorony.
A honfoglalás után a mai község Tahi része egy ideig a névadó Thah családé volt. A rusz (skandináv) Rosd nemzetség sarja, Domonkos a feljegyzések szerint, mint királyi pristaldus 1221-ben Thahban lakott. Ezután, 1237-ben hivatalosan a Szentendrei-szigetet is e nemzetség kapta meg. A területet a Thahiak – a Rosd nemzetség leszármazottai – kihalásával, Albert király 1439-ben Perki vagy Pöröki Franknak adományozta, de 1447-ben Tahit már a Botos család tulajdonában találjuk.
1447-ben a mai község Tótfalu részét már Thotfalw alakban írva említik az iratok. Az elnevezés oka, hogy tót (szlavón/szlovén/szlovák) földművelő telepesek érkeztek a községbe, más kutatás szerint a Toldfalu elnevezést idegen eredetű papok Todfalunak, majd Tótfalunak írták. Ettől kezdve a török időkig a település folyamatosan gyarapodott. 1454-ben a dömösi prépostság szerzett birtokrészt a községben.
A község Tótfalu része a török idők alatt ellentétben a Pest vármegyei településekkel (ideértve Tahit is) szerencsés, a Duna által elzárt fekvése folytán nem szenvedett súlyos károkat, sőt sokan a környező településekről is ide menekültek. A többi településhez hasonlóan azonban kettős adózásra kényszerült. A török defterek 1559-ben 26 házat tartanak nyilván, miközben a komáromi kapitányság 12 házat adóztatott. A felszabadító harcok is elkerülték Tótfalut. Wattay János a váci járás szolgabírája ide menekítette több település, így Vác magyar lakosságát is. A falu 18. század elején etnikailag homogén maradt és olyan jelentős település volt, mint Cegléd. 1715-ben 45, 1720-ban 41 háztartást vettek nyilvántartásba. Mária Terézia regnálása alatti úrbéri rendezés (1770) 52 24/32 telket tart nyilván. A térség a törökök kiűzése után a Zichy család tulajdonából az óbudai koronauradalomhoz került, és királyi tulajdon maradt 1848-ig. 1838-ban és 1876-ban nagy árvíz pusztított a községben, az 1900. évi tűzvész 130 házat emésztett el.
A sziget egyéb településeihez hasonlóan a reformáció tanai elég korán hatottak a községben, s ez mindvégig meghatározó maradt. Tahitótfalu református közösségének egyik kiemelkedő vezetője és lelkésze volt a 20. században Kováts J. István, akinek földi maradványai a falu református temetőjében nyugszanak. A második legnagyobb közösség, a reformátusoknak körülbelül a felét kitevő katolikusok mellett feltétlenül megemlítendő a 19. század második felében betelepülő baptista közösség.
1789-ben területén 2058 hold szántó. 400 hold szőlő, 25 hold kert, 499 hold rét, 1102 hold legelő, 1522 hold erdő található. A feljegyzések szerint lakosai hajóvontatással és hajóslegénykedéssel, halászattal is keresik kenyerüket. A filoxéra pusztításáig nagy jelentőségű a szőlőtermesztés és a bortermelés. Ezt bizonyítja Canci Ágost stuttgarti születésű festőművész 1859-ben festett „Tahi szüret” című festménye, ami ma a Magyar Nemzeti Galéria gyűjteményében található) A község ez időben malommal rendelkezik, valamint jelentős folyami átkelő.
Bizonyos források szerint a két község hivatalosan csak 1980-ban egyesült. Tahitótfalu nevét a Belügyminisztérium ugyanakkor már 1900-ban megállapította. Már az 1880-as években is így nevezték a hozzá tartozó, Tahi puszta miatt. A két településrészt összekötő híd (Almásy-híd) 1914-re készült el, a második világháborúban a németek által felrobbantott hidat 1947-ben építették újjá (Tildy híd), mai formájában a növekvő közlekedési igényeket kielégítve 1978 óta áll. A mai napig ez az egyetlen út, mely a szigetet a szárazfölddel összeköti.
A Szentendrei-szigeten fekvő Tótfalu a községet a sziget legnagyobb agrártelepülésévé teszi. Noha az utóbbi időben nőtt a településrészen a tercier szektorban dolgozók száma, a község megőrizte tradicionális és agrár jellegét. Tahitótfalu legjellemzőbb termesztett növénye az eper.
Tahi a 19. századtól kezdve fokozatosan betelepült, elsősorban a fővárosi tehetős, polgári-művészi réteget vonzotta a nyugodt környezet és a Budapesthez való közelség. Ez meghatározta a községrész üdülő jellegét. Olyan hírességek találtak otthonra itt a Visegrádi-hegység lábánál, mint például a festő Ferenczy család és az építész Pollack Mihály. Az 1960-as évektől máig ható fővárosi migráció viszont alaposan felduzzasztotta az agglomerációba tartozó településrészt. A község Tótfalu részének lakossága pedig az 1990-es években elsősorban az Erdélyből érkezőkkel gazdagodott. Így a község lélekszáma mára meghaladta az 5000 főt. Jelenleg az ország harmadik legnagyobb községi rangú települése (Erdőkertes és Páty után), amely városi rangra vágyik.

## Közélete

### Polgármesterei
- 1990–1994: Budai Mihály (FKgP)[6]
- 1994–1998: Budai Mihály (független)[7]
- 1998–2002: Budai Mihály (független)[8]
- 2002–2006: Budai Mihály (független)[9]
- 2006–2008: Budai Mihály (független)[10]
- 2009–2010: Dr. Sajtos Sándor Imre (független)[11]
- 2010–2014: Dr. Sajtos Sándor Imre (független)[12]
- 2014–2019: Dr. Sajtos Sándor Imre (független)[13]
- 2019–2024: Dr. Sajtos Sándor (független)[14]
- 2024– : Dr. Sajtos Sándor (független)[1]

A településen 2009. február 1-jén azért kellett időközi polgármester-választást tartani, mert az előző polgármester betegség miatt 2008 októberében lemondott. A választáson két független jelölt indult: dr. Sajtos Sándor Imre, Tahitótfalu addigi alpolgármestere – aki 1141 szavazatot szerzett – és Pörzse Sándor, az Echo TV műsorvezetője, akire 667-en szavaztak. A szavazáson a jogosultak 42 százaléka adta le voksát.

## Népesség
A település népességének változása:
| Lakosok száma | 7253 | 5486 | 5722 | 5953 | 6226 | 6224 | 6228 |
|               | 2013 | 2014 | 2018 | 2021 | 2022 | 2023 | 2024 |

A 2011-es népszámlálás során a lakosok 88,2%-a magyarnak, 0,2% cigánynak, 1,4% németnek, 0,4% románnak, 0,2% szlováknak, 0,2% ukránnak mondta magát (11,7% nem nyilatkozott; a kettős identitások miatt a végösszeg nagyobb lehet 100%-nál). A vallási megoszlás a következő volt: római katolikus 27,4%, református 24,7%, evangélikus 0,9%, görögkatolikus 0,4%, felekezeten kívüli 15,4% (27,8% nem nyilatkozott).
2022-ben a lakosság 87,6%-a vallotta magát magyarnak, 1,1% németnek, 0,4% románnak, 0,3% cigánynak, 0,1-0,1% bolgárnak, szlováknak, ukránnak, szerbnek és lengyelnek, 4% egyéb, nem hazai nemzetiségűnek (12,2% nem nyilatkozott; a kettős identitások miatt a végösszeg nagyobb lehet 100%-nál). Vallásuk szerint 24,8% volt római katolikus, 19,4% református, 0,8% evangélikus, 0,6% görög katolikus, 0,1% ortodox, 3% egyéb keresztény, 0,9% egyéb katolikus, 12,9% felekezeten kívüli (37,2% nem válaszolt).

## Itt születtek
- Fleischmann László (1878. március 4. – 1962. július 4.) orvos, fül-orr-gégész, egyetemi tanár, az orvostudományok doktora (1952)-

## Nevezetességei
- Pollack-ház (klasszicista)
- Református templom (19. század)
- Katolikus templom
- Baptista imaház
- Pollack Mihály sírjaVendégváró[19]
- Pollack Mihály emlékszoba

## Képek

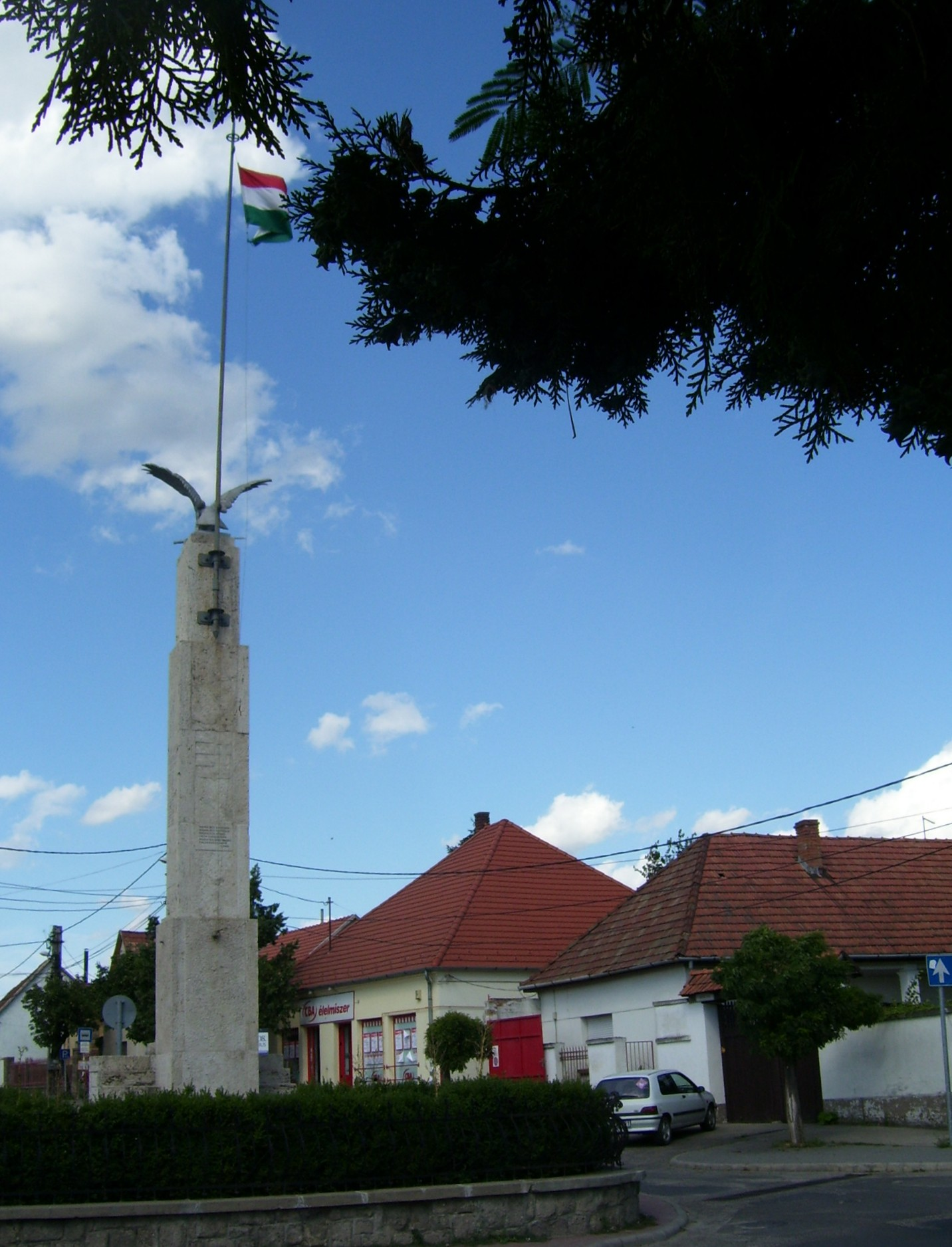
Hősi emlékmű a Szabadság téren
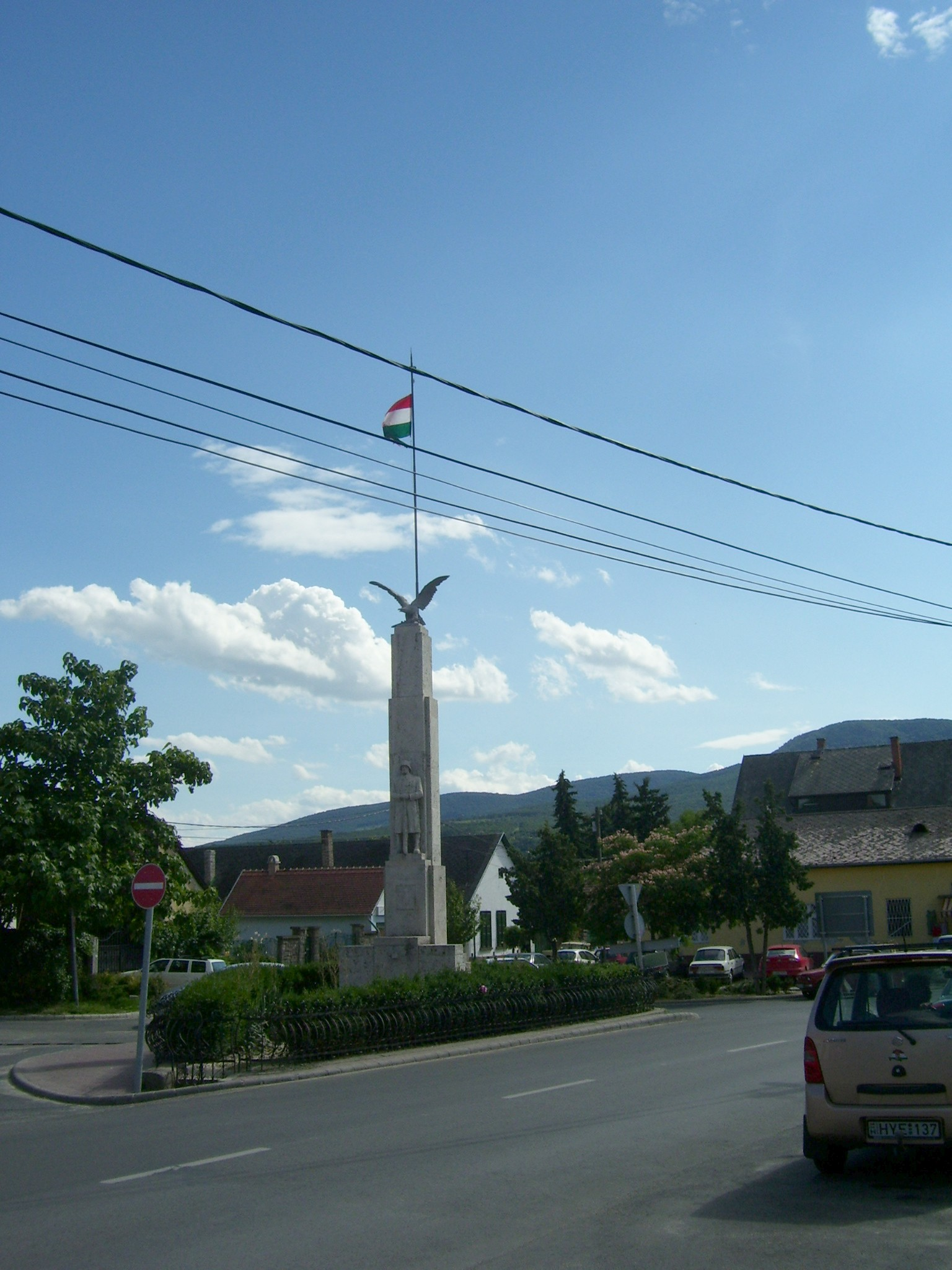
Hősi emlékmű a Szabadság téren
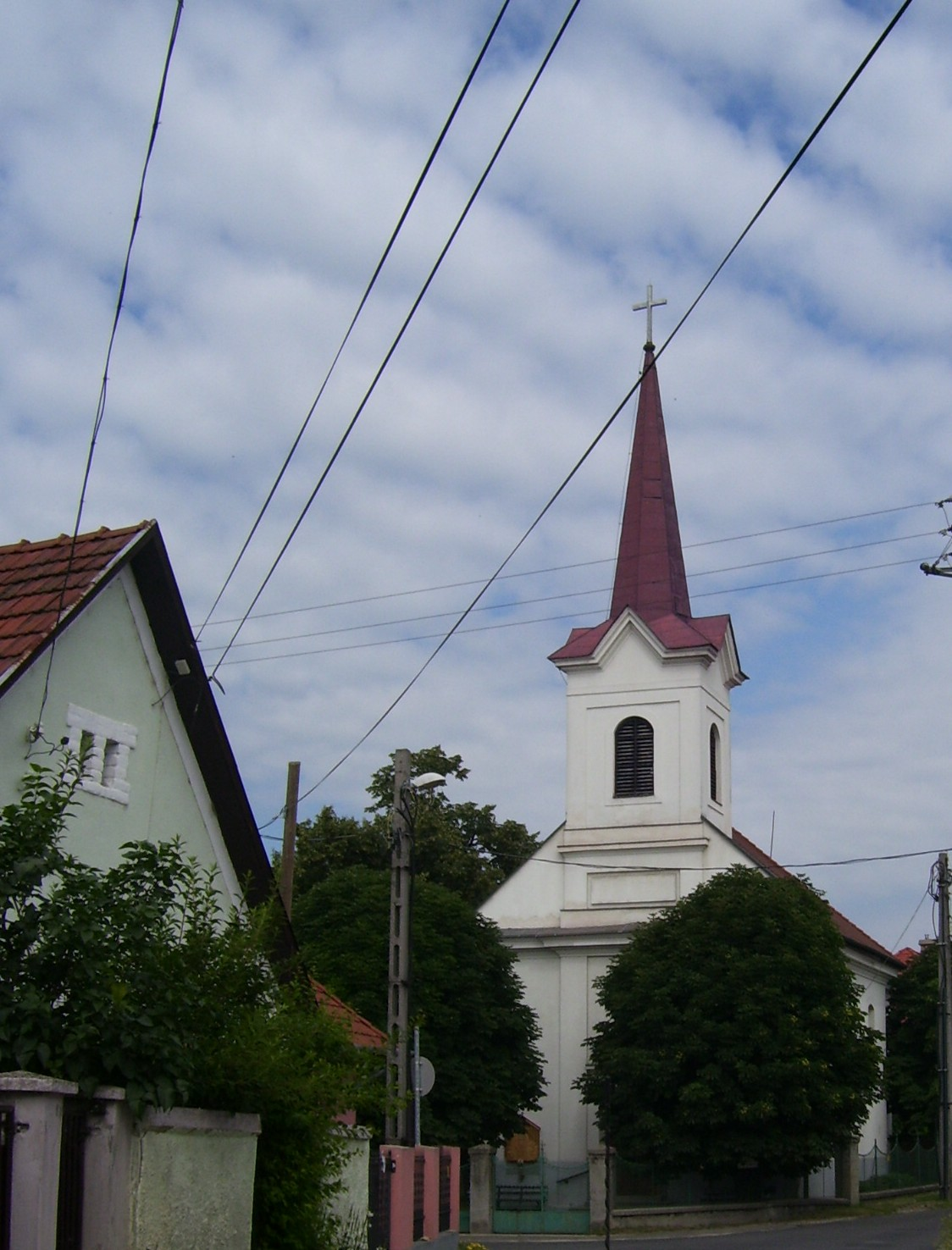
Katolikus templom
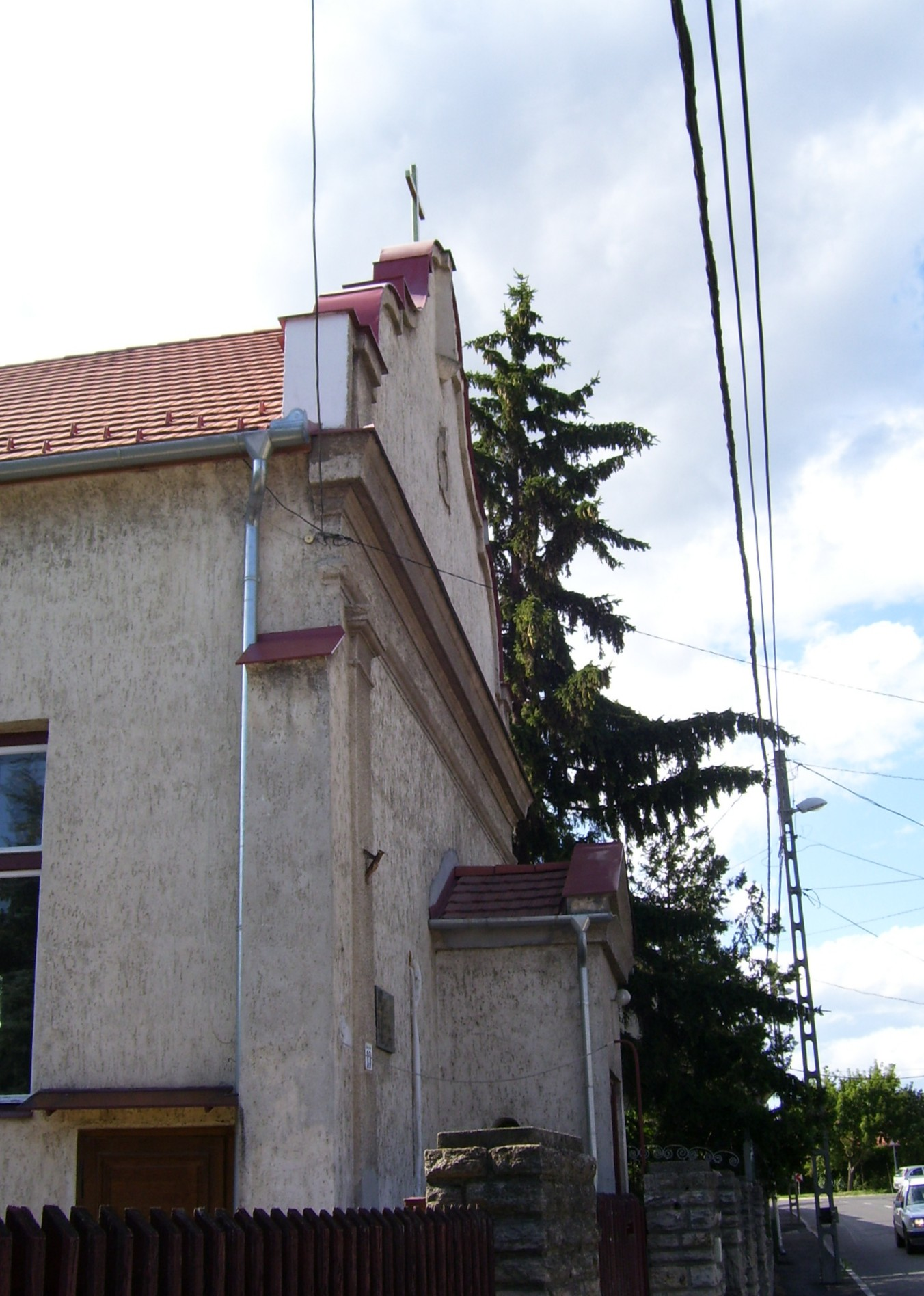
Baptista imaház
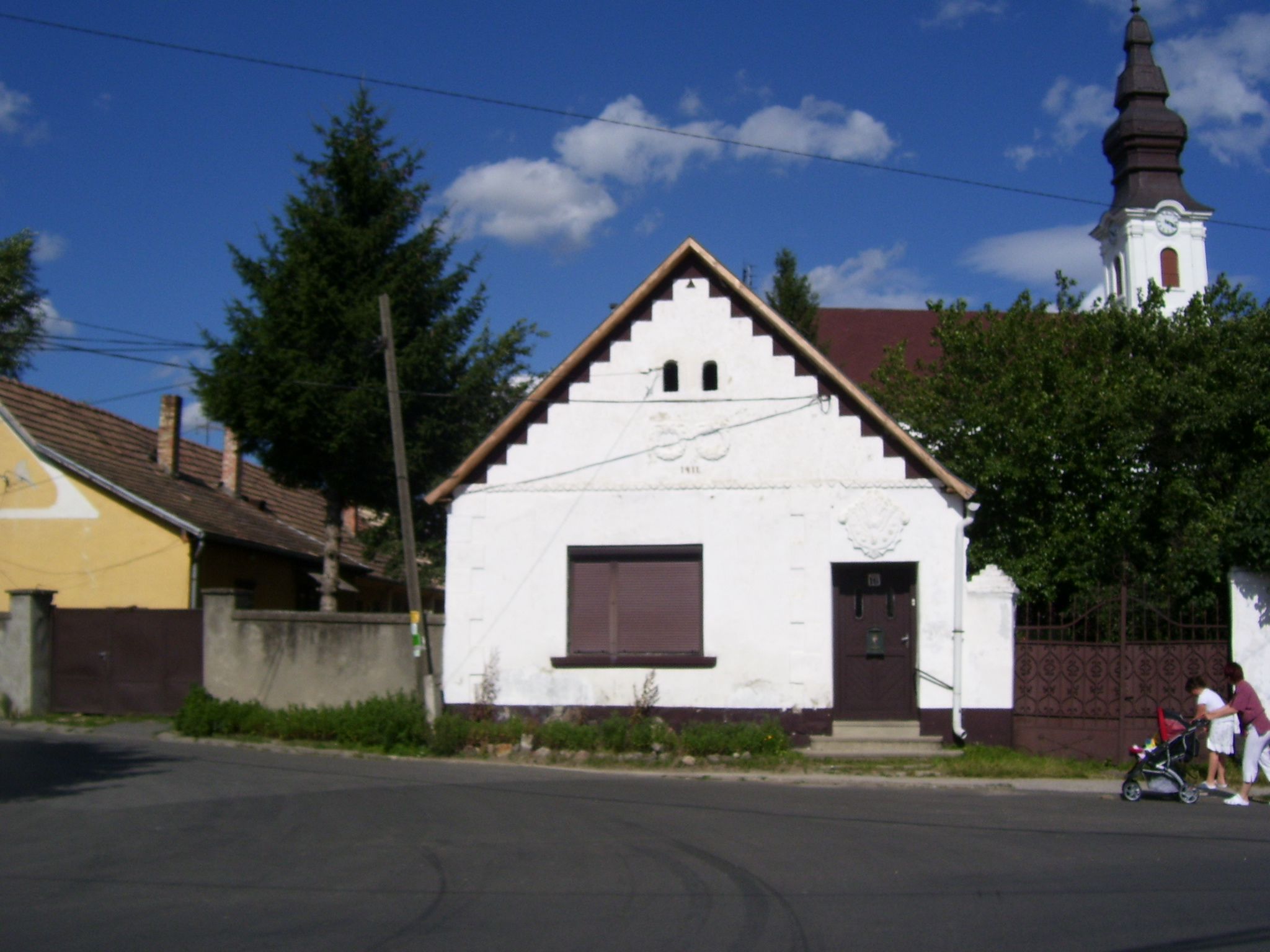
Régi lakóház
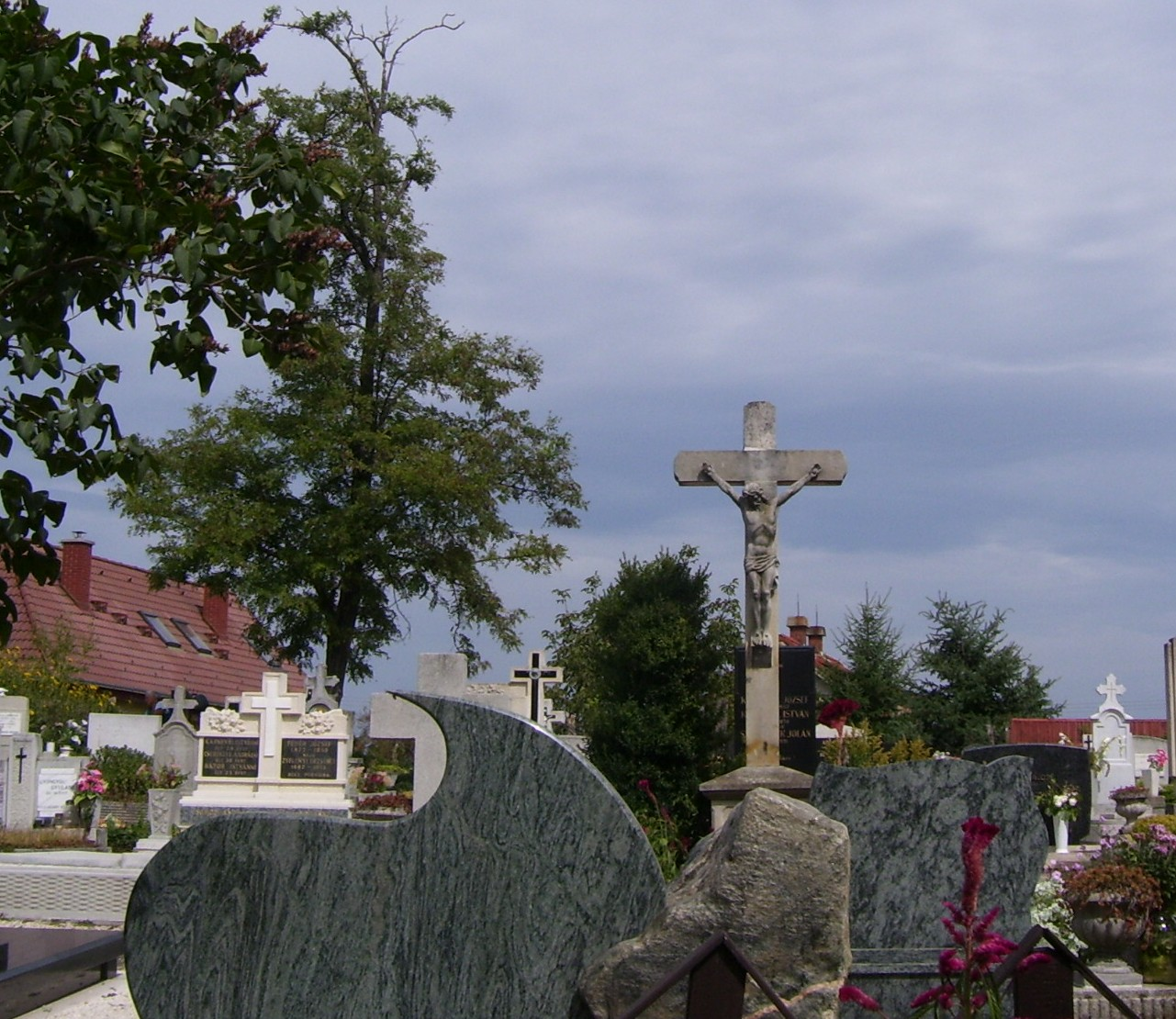
Katolikus temető

## Gazdaság
A településen hagyományos epertermesztés folyik, eperbort is készítenek.
Pisztrángtenyésztés is folyik 2007 óta, a tenyészetben nyers és füstölt pisztrángot, illetve saját készítésű pisztrángpástétomot is forgalmaznak.
Őshonos állattartás keretében rackajuh- és szürkemarha-tartás is folyik, e gazdaságok fő profilja az állatok tartásán felül a tejtermék-előállítás.
A községben működő "Háromkaptár" kosárközösség számos családot lát el friss zöldséggel.

## Testvértelepülés
Tóthfalu, Szerbia (Délvidék)